# Небо

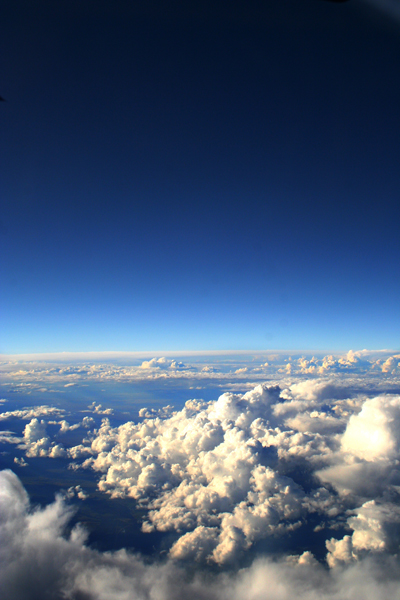
Земне небо. Вигляд з літака, який летить над хмарами

Не́бо — частина атмосфери космічного простору, видима з поверхні Землі або загалом будь-якого астрономічного об'єкта.
Небо над Землею має різне забарвлення в залежності від періоду доби. Вдень безхмарне небо має блакитний колір: темніший над головою, світліший над обрієм. Забарвлення неба зумовлене релеївським розсіюванням світла на флуктуації густини повітря. Вранці та під вечір ділянки над обрієм забарвлені в рожево-червоні кольори. Вночі небо чорне. Впродовж ночі, а іноді й вдень, в безхмарному небі видно земний супутник - Місяць - і зорі.

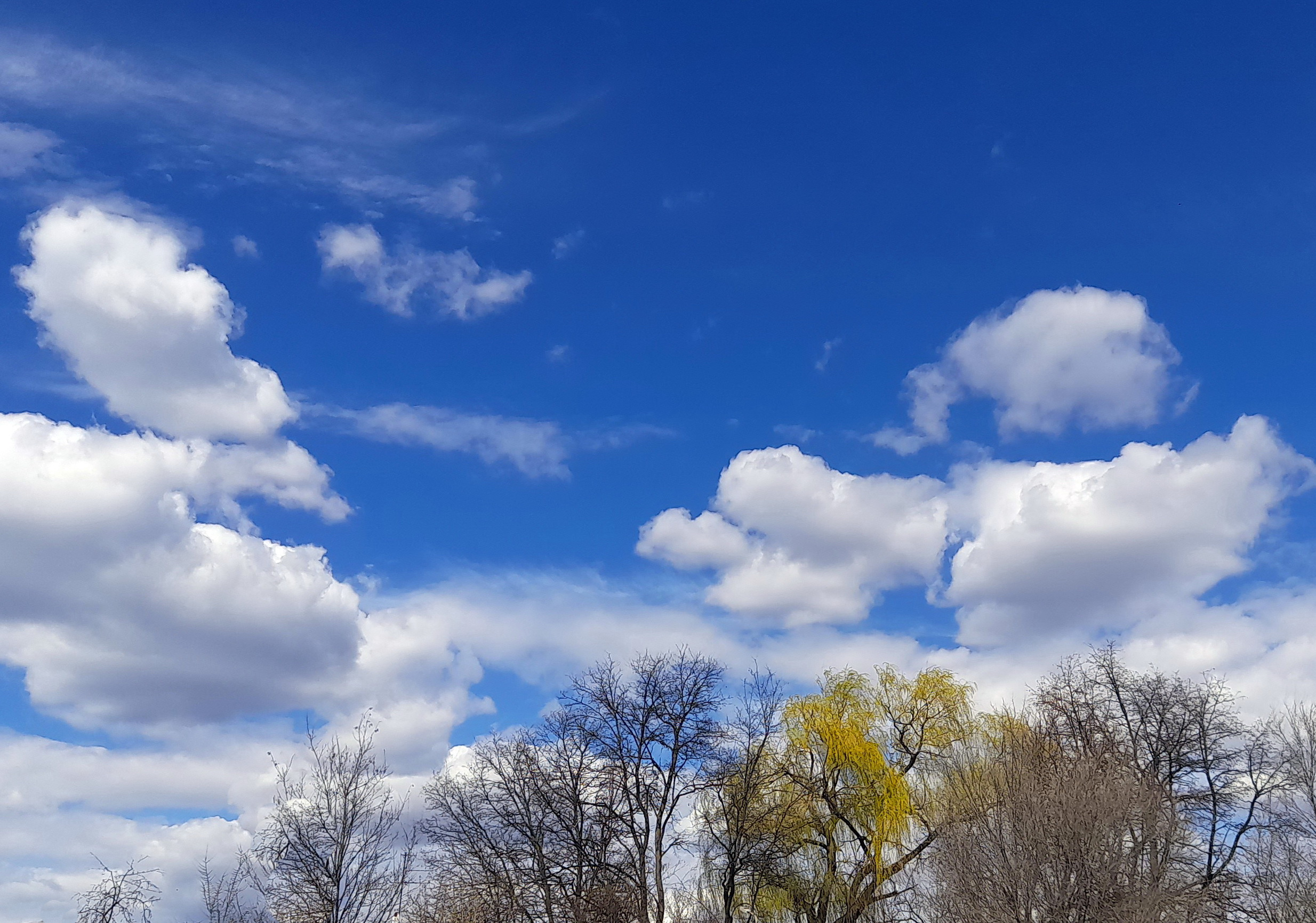
Весняне небо Січеславщини

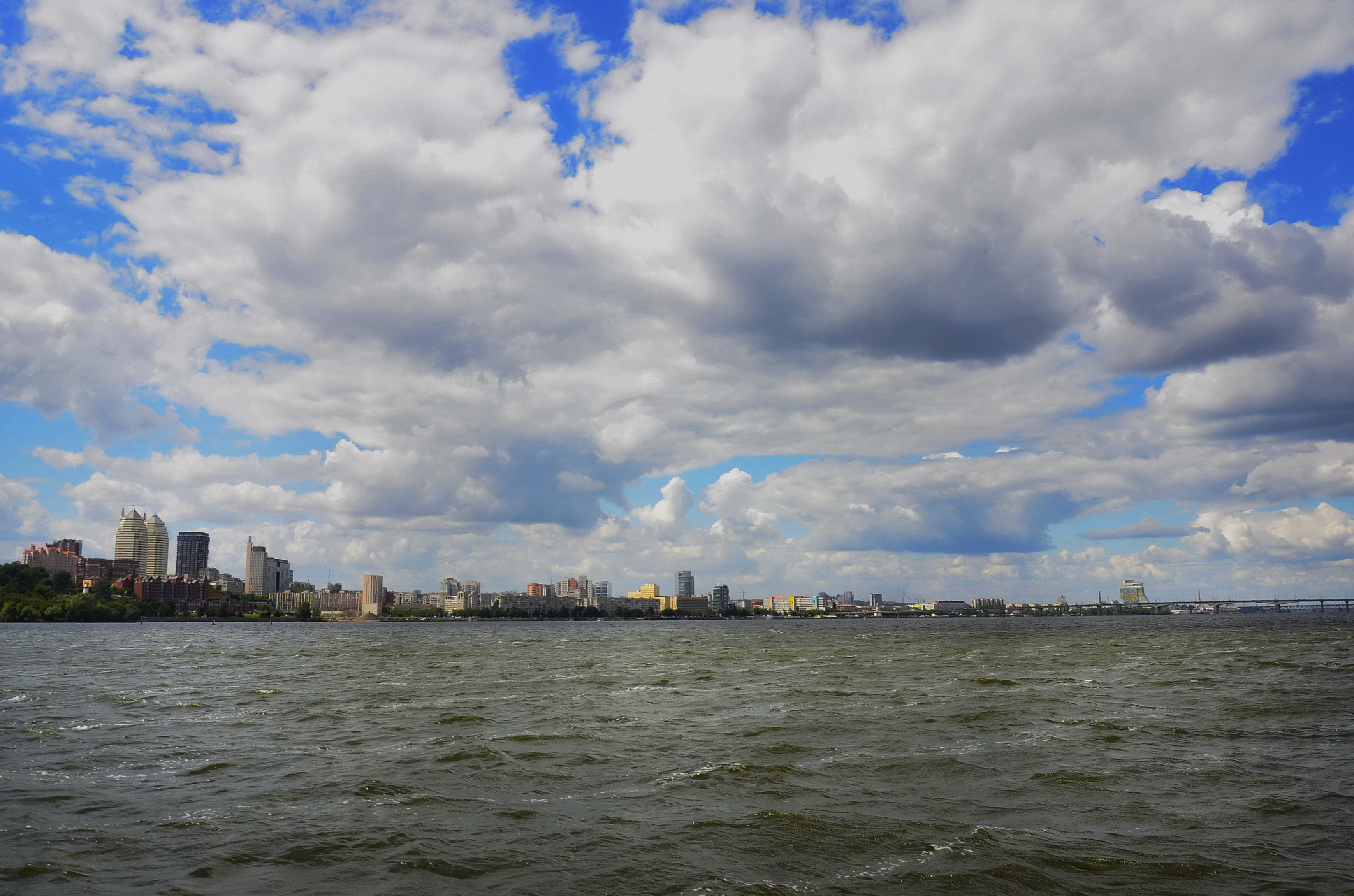
Літнє небо над Дніпром

У похмуру погоду небо затягують хмари. В небі також можна спостерігати й інші оптичні явища: веселки, полярне сяйво, блискавки, пасма дощу тощо. Зоряне небо — сукупність світил, видимих вночі на небосхилі.

## Вночі

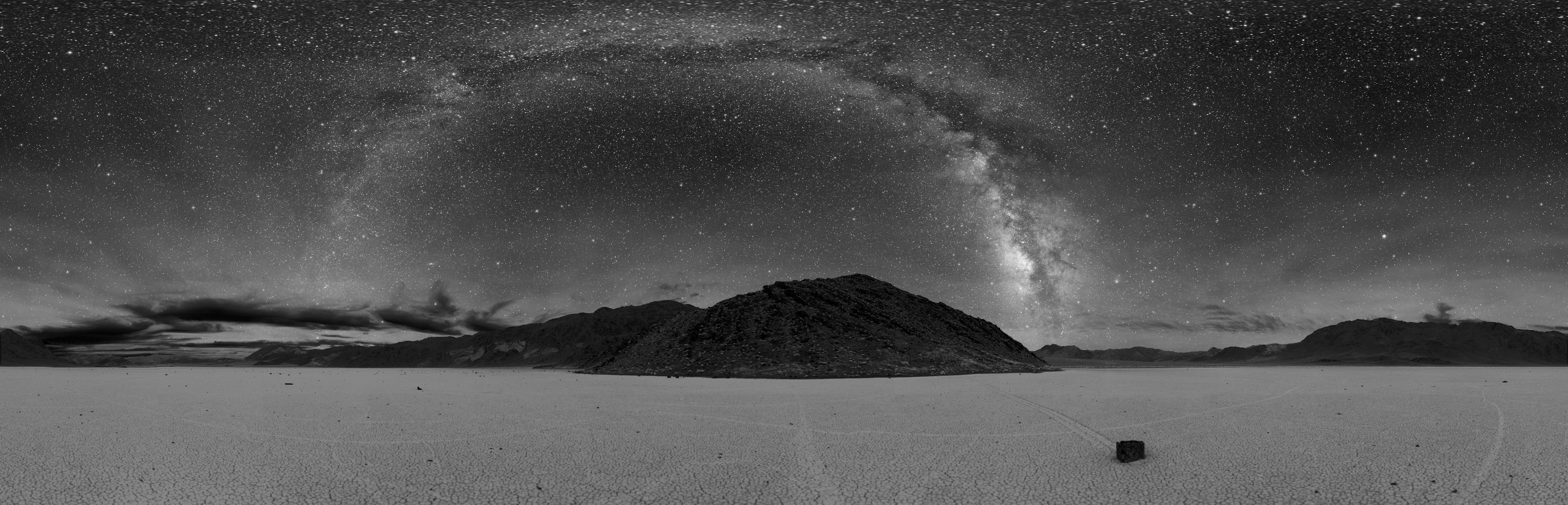
Чумацький Шлях на нічному небі.

Нічне небо - небо, яке видно вночі. Зазвичай асоціюється з астрономічними явищами у вигляді небесних тіл, таких як зорі, Місяць та планети, які стають видимими в ясну ніч після заходу сонця. Природні джерела світла в нічному небі - місячне світло, зоряне світло та світіння залежно від місця і часу. У тому, що небо не є абсолютно темним уночі, можна легко впевнитися за допомогою власних спостережень. Якби небо було (за відсутності Місяця і штучного освітлення) абсолютно темним, ніхто не зміг би побачити силует об'єкта на тлі неба.
Нічне небо та його дослідження займають провідне місце як у давніх, так і сучасних культурах. У минулому, наприклад, фермери використовували стан нічного неба, як календар, щоб визначити, коли вигідна посадка для сільськогосподарських культур. Стародавня віра в астрологію, як правило, заснована на переконанні, що взвємодія між небесними тілами впливає чи перед інформацію про космічні події на Землю. Наукове вивчення нічного неба та явищ, що спостерігаються в ньому, між тим, займає ключову роль в астрономії.

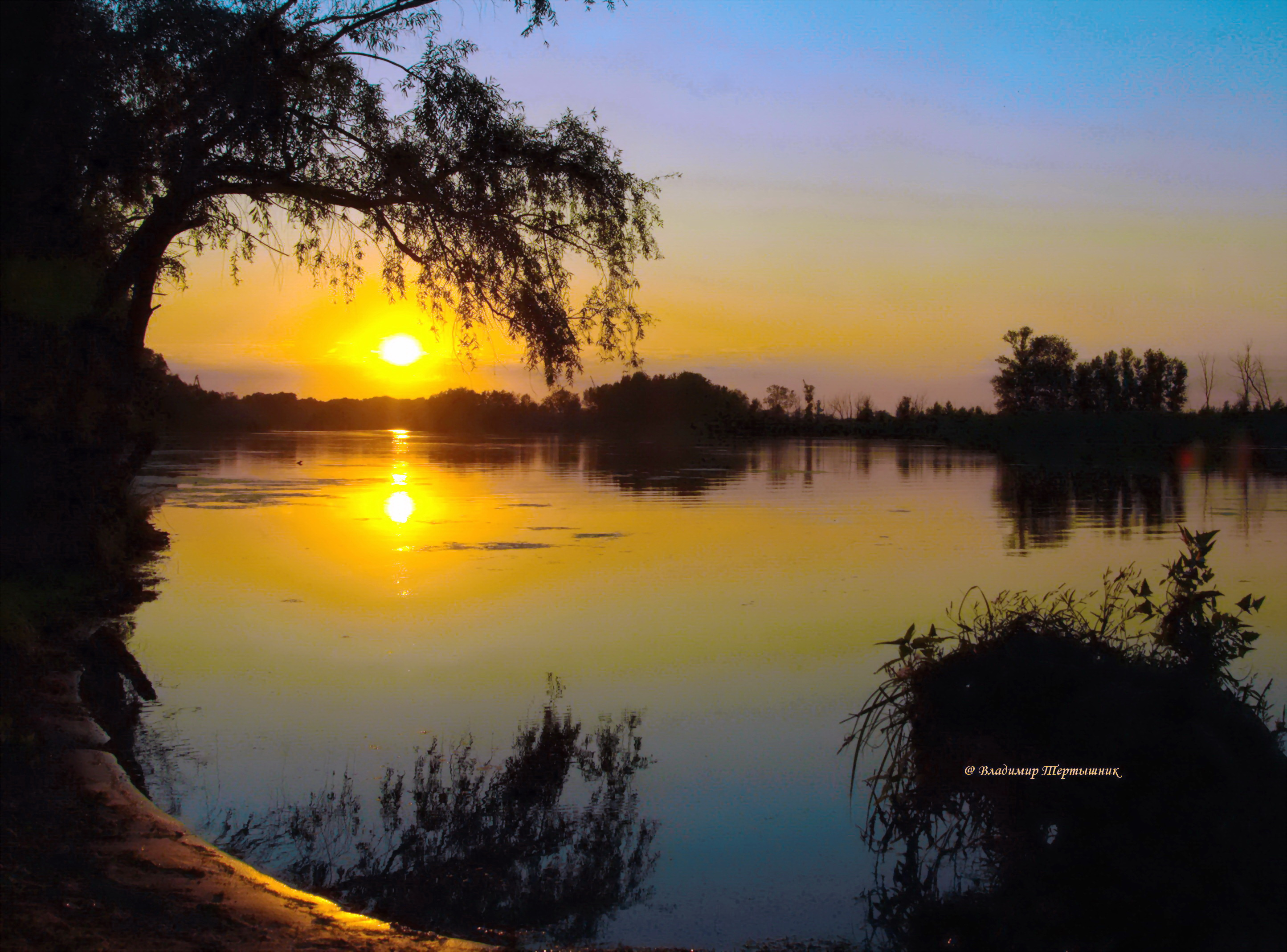
Літнє небо Січеславщини

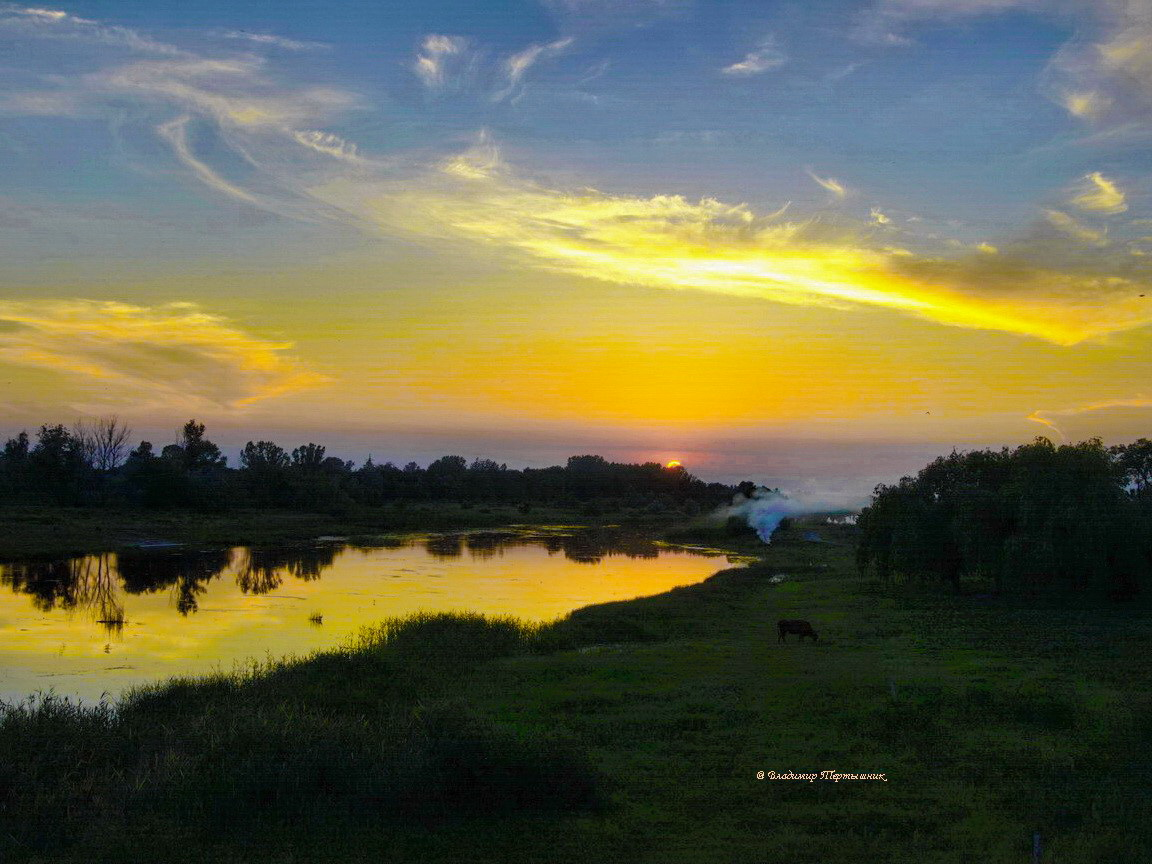
Вечірнє небо на Орілі

З такої точки зору видимість небесних об'єктів в нічному небі залежить від світлового забруднення. Присутність Місяця в нічному небі історично перешкоджала астрономічним спостереженням через збільшення кількості навколишнього освітлення. З появою штучних джерел світла світлове забруднення стало серйозною проблемою для домлідження нічного неба. Спеціальні фільтри й модифікації світильників можуть допомогти вирішити цю проблему, та для отримання найкращих знімків, як професійних, так і аматорських, оптичні астрономічні прилади мають знаходитися якомога далі від міст.

## Міфологія

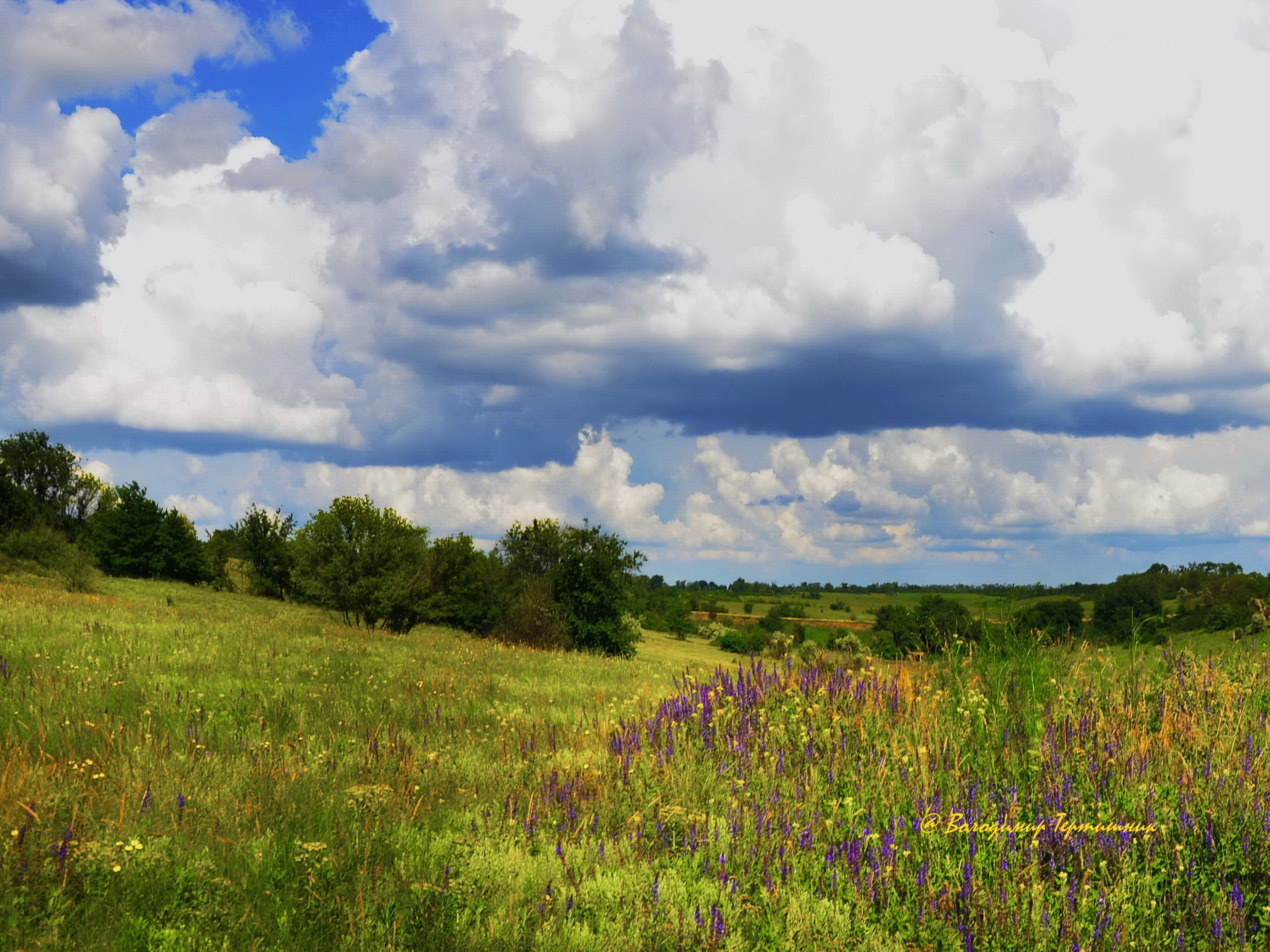
Літнє небо України

Здавна люди вважали небо місцем проживання богів. Більшість політеїстичних релігій мають бога неба. Приміром, Юпітер у древніх римлян був богом неба й грому. Монотеїстичні релігії зазвичай вважають небо місцем, де знаходиться рай, тому слово «небо» часто вживається як синонім до раю.

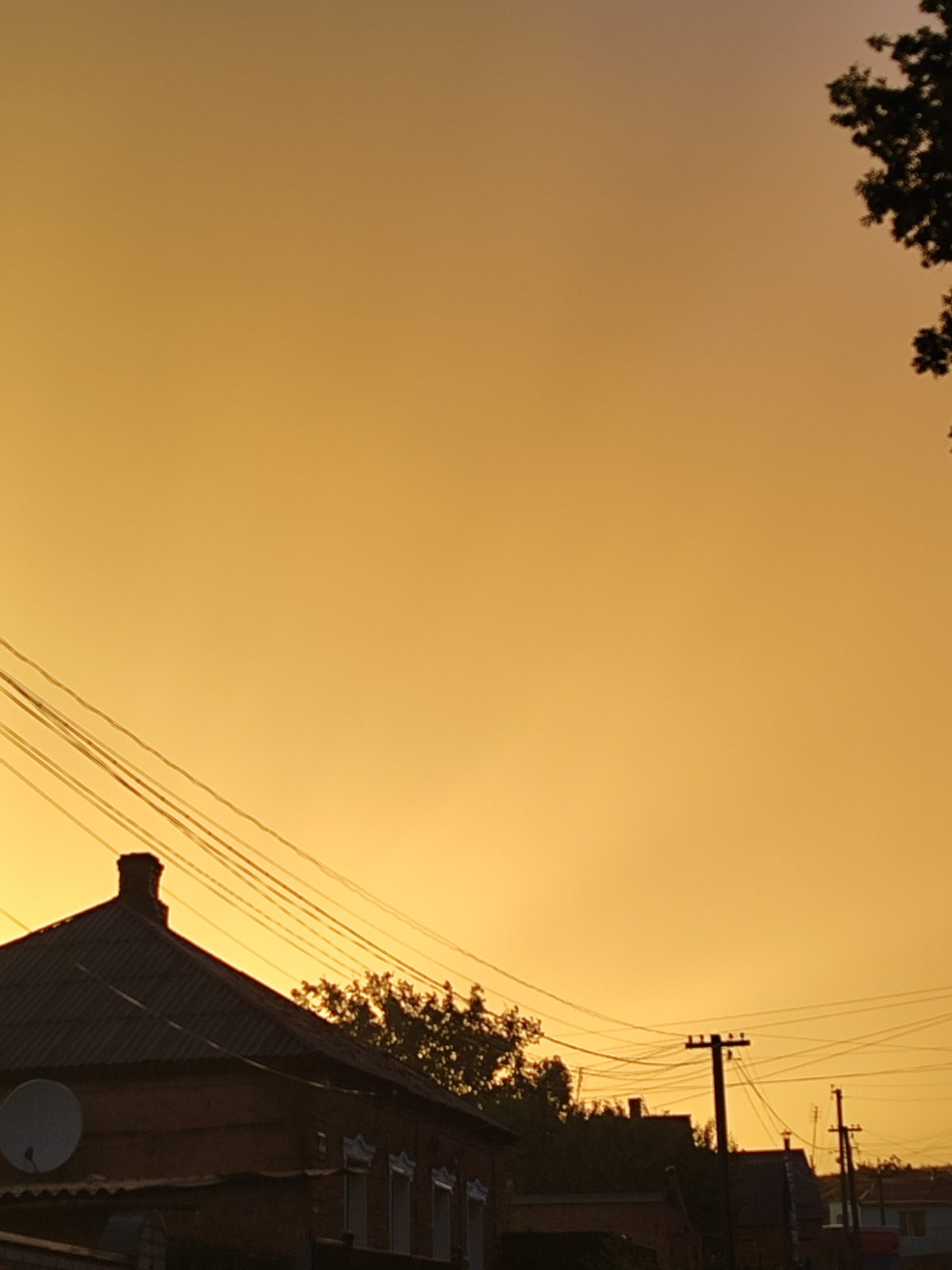
Жовте небо у місті Богодухів